# Куаньйоки
Куаньйоки (в низовье Кукка) (устар. Куань-йоки) — река в Мурманской области России. Устье реки находится в 2,6 км по правому берегу реки Акким. Длина реки составляет 38 км, площадь водосборного бассейна 249 км².

## Данные водного реестра
По данным государственного водного реестра России относится к Баренцево-Беломорскому бассейновому округу, водохозяйственный участок реки — Тулома от истока до Верхнетуломского гидроузла, включая Нот-озеро. Речной бассейн реки — бассейны рек Кольского полуострова, впадает в Баренцево море.
Код объекта в государственном водном реестре — 02010000312101000002391.